# Waldbaum's Hamlet Cup 2001
Il Waldbaum's Hamlet Cup 2001  è stato un torneo di tennis giocato sul cemento. È stata la 21ª edizione del torneo, che fa parte della categoria International Series nell'ambito dell'ATP Tour 2001.  Il torneo si è giocato a Long Island negli USA, dal 20 al 26 agosto 2001.

## Campioni

### Singolare maschile
Tommy Haas ha battuto in finale  Pete Sampras con il punteggio di 6–3, 3–6, 6–2

### Doppio maschile
Jonathan Stark /  Kevin Ullyett hanno battuto in finale  Leoš Friedl /  Radek Štěpánek con il punteggio di 6–1, 6–4